# José Manuel Fernández de Velasco y Tovar
José Manuel Fernández de Velasco y Tovar (1665-1713), VIII duque de Frías, V marqués de Jódar, X conde de Haro y último condestable de Castilla.

## Biografía
Nacido en 1665, José era hijo de Francisco Baltasar de Velasco y Tovar, VII marqués de Berlanga, y María Catalina de Carvajal Enríquez y Sarmiento, IV marquesa de Jódar. El 8 de septiembre de 1695, el monarca Carlos II lo nombró capitán general de las galeras de Sicilia, y el 24 de julio de 1696 decidió extender el cargo a las galeras del reino de Nápoles. Pocos días después, el 8 de agosto de 1696, le concedió un sobresueldo de 200 escudos. También fue mayordomo mayor del rey Felipe V de Borbón, a quien apoyó durante la Guerra de Sucesión Española y sirvió como embajador en Versalles hacia 1701.
Murió en 1713, sucediéndole su hijo Bernardino.

## Matrimonio y descendencia
Contrajo matrimonio en dos ocasiones: en primeras nupcias, el 1 de agosto de 1678 en la iglesia de la Santa Cruz de Madrid con Ángela de Benavides Carillo de Toledo Ponce de León, hija del V marqués de Frómista, Luis Francisco de Benavides Carrillo de Toledo; y en segundas (1705) con Ana María Téllez-Girón y Benavides, hija del V duque de Osuna, Gaspar Téllez-Girón y Sandoval. Tuvo dos hijos de su primer matrimonio:
- Bernardino, que sucedió en sus títulos.
- Catalina Fernández de Velasco y Benavides, que se casó con Francisco Fernández de Córdoba y Ponce de León.